# Kazak labdarúgó-szövetség
A Kazak labdarúgó-szövetség (kazakul: Қазақстанның Футбол Федерациясы, magyar átírásban: Kazaksztanniny Futbol Federacijaszi). Kazahsztán nemzeti labdarúgó-szövetsége. 1914-ben alapították. A szövetség szervezi a Kazak labdarúgó-bajnokságot valamint a Kazak kupát. Működteti a Kazak labdarúgó-válogatottat valamint a Kazak női labdarúgó-válogatottat. Székhelye Almatiban található.

## Történelme
A Kazah Labdarúgó-szövetséget 1914-ben alapították. 1994-ben csatlakoztak a FIFA-hoz. A szövetség eredetileg az AFC tagja volt, de 2002-ben átlépett az UEFA-ba.